# اولگ کولیک
اولگ کولیک (روسی: Оле́г Бори́сович Кули́к؛ زادهٔ ۱۵ آوریل ۱۹۶۱) هنرمند، نقاش، و عکاس اهل اتحاد جماهیر شوروی سوسیالیستی است. کولیک فارغ التحصیل از هنرستان کیف (1979) و کالج خدمات زمین شناسی کیف (1982) بود و در سال 1996 توسط سنای برلین بورسیه شده است.

## زندگی و هنر
کولیک در کییف متولد شد و از مدرسه هنر دولتی شیوچنکو (1979) و کالج زمین شناسی کییف (1982) فارغ التحصیل شد. او از سال 1986 در مسکو زندگی و کار کرده است.[1] [2]او به عنوان یک مجسمه ساز تحت تأثیر الکساندر آرچیپنکو شروع به کار کرد و بعدا سبک خود را توسعه داد. در سال 1996 توسط سنا برلین بورسیه تحصیلی دریافت کرد.
برای عملکردهای خود ، کولیک مجموعه ای نمادین از پارامترها را برای تعریف محیطی که در شخصیت سگ زندگی می کند ، ایجاد می کند و سپس مجموعه ای از اقدامات را که به عنوان پاسخ آشکار می شود ، طراحی می کند. هنرمند گفتگوی درون عمل خود را "یک سقوط آگاهانه از افق انسانی" توصیف می کند که او را روی دست ها و زانو قرار می دهد. قصد او این است که آنچه را که به عنوان یک بحران فرهنگ معاصر می بیند ، توصیف کند ، نتیجه یک زبان فرهنگی بیش از حد تصفیه شده که موانع بین افراد ایجاد می کند. بنابراین ، او زبان عملکرد خود را به نیمی از واژگان احساسی اساسی یک حیوان خانگی ساده می کند.
در سال 2007 " اولگ کولیک: تاریخ 1987-2007 ، یک نمایشگاه از کار کولیک ، در خانه مرکزی هنرمندان ، مسکو نمایش داده شد.[3] همچنین در جشنواره Rencontres D'arles ، فرانسه در سال 2004 نمایش داده شد.
به عنوان سرپرست گالری رجینا ، کولیک به خاطر رویکردهای غیر متعارف خود مانند قرار دادن نقاشی ها بر روی چرخ و استخدام افراد برای حمل آثار هنری شناخته شد.[4]
کولیک بهترین تلاش سرپرستی خود را "پلنگ هایی که به معبد می ریزند" توسط آناتولی اسمولوفسکی در سال 1992 می داند. در این نمایشگاه ، دو نفر لخت در سلول قرار گرفتند که پلنگ های زنده در اطرافشان راه می رفتند. او گفته بود که فکر می کند این نمایشگاه "استعاره ای برای هر چیز جدید و پر جنب و جوش است که در زندگی ما ظاهر می شود".[4]
در سال 2009 ، کولیک "جایزه کاندینسکی در لندن" را در بنیاد لوئیس بلوین برگزار کرد.[4]
در سال 2012 در کییف ، کولیک با کوستیانتین دوروشنکو و پروژه آناستازیا شاولوخوا "آخرالزمان و رنسانس در خانه شکلات" ، شعبه موزه ملی "گالری هنری کییف" ، سرپرستی کرد.